# Spießhirsche
Die Spießhirsche oder Mazamas (Mazama) sind eine Säugetiergattung aus der Familie der Hirsche (Cervidae). Es sind waldbewohnende Tiere, die in Mittel- und Südamerika leben. Die genaue Artanzahl ist umstritten, die IUCN erkennt zehn eigenständige Spezies an, beim Nachschlagewerk Mammal Species of the World sind es neun.
Der Name Mazama, der nicht nur der wissenschaftliche Gattungsname ist, sondern auch zum Beispiel für den deutschen Trivialnamen verwendet wird, ist das Nahuatl-Wort für „Hirsch“, stammt also ursprünglich aus Mexiko.

## Merkmale
Das Geweih ist völlig unverzweigt und besteht nur aus zwei kurzen Spießen. Dadurch erinnern diese Hirsche an Duckerantilopen, mit denen sie allerdings nicht näher verwandt sind. Die Größe schwankt zwischen den Arten zwischen 7 und 13 Zentimeter. Mit einer Körperhöhe von 40 Zentimetern und einem Gewicht von 10 Kilogramm ist der Zwergmazama nicht viel größer als ein Hase; dagegen sind die beiden größten Arten, der Rot- und der Graumazama, mit 70 Zentimetern Körperhöhe und 25 Kilogramm Gewicht so groß wie ein Reh. Das Fell ist einfarbig und schwankt je nach Art zwischen hellgrauer und rotbrauner Tönung mit einer weißen Schwanzunterseite.

## Lebensraum
Spießhirsche sind wenig bekannt und werden selten gesehen. Das liegt daran, dass sie so verborgene Lebensräume haben, mit ihren Fellfarben im Unterholz getarnt sind und bei Begegnung mit einem Menschen bewegungslos stehen bleiben.

## Lebensweise
Über die Lebensweise ist wenig bekannt. Sie leben offenbar als Einzelgänger, die nur während der Paarungszeit zusammenkommen. Ihre Nahrung sind Blätter, Gräser und Früchte.

## Die Arten

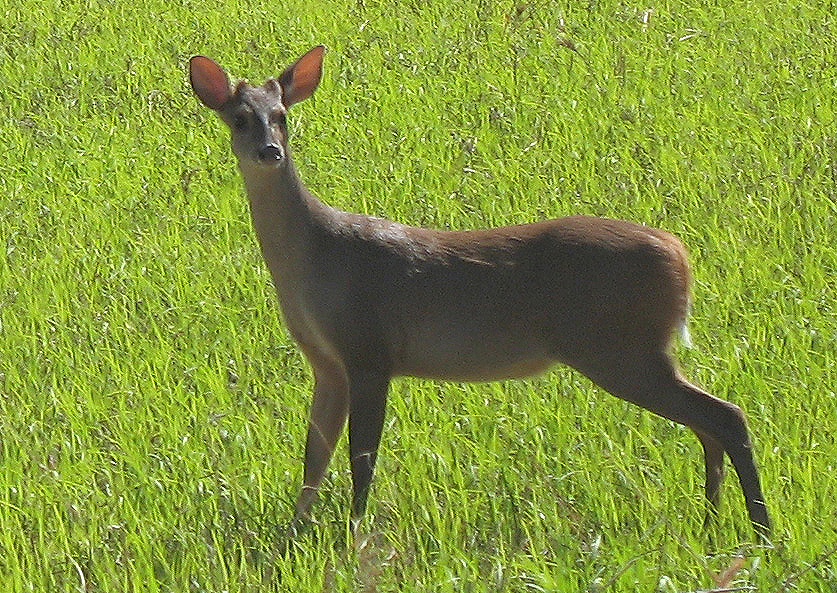
Großmazama (Mazama americana)

Heute werden etwa acht Arten unterschieden:
- Großmazama oder Rotmazama (Mazama americana (Erxleben, 1777))
- Nördlicher Zwergmazama (Mazama bricenii Thomas, 1908)
- Südlicher Zwergmazama (Mazama chunyi Hershkovitz, 1959)
- Küstenwald-Mazama (Mazama jucunda Thomas, 1913)
- Kleinmazama (Mazama nana (Hensel, 1872))
- Paraguay-Großmazama (Mazama rufa (Illiger, 1815))
- Roter Kleinmazama (Mazama rufina (Pucheran, 1851))
- Mexiko-Großmazama (Mazama temama (Kerr, 1792))

Ursprünglich galten auch der Graumazama, der Amazonien-Mazama und der Yucatán-Mazama als zu den Spießhirschen gehörig. Erstere beiden wurden im Jahr 2023 in die eigenständigen Gattungen Subulo beziehungsweise Passalites ausgelagert, letzterer bereits 2016 zu den Amerikahirschen (Odocoileus) verschoben. Der Großmazama ist weit über die Tieflandwälder Südamerikas verbreitet. Die übrigen kleineren Arten leben in den Wäldern an den Berghängen der Anden oder in den östlichen Küstenregionen. Der Südliche Zwergmazama steigt manchmal in Höhen bis 4000 m hinauf. Der Mexiko- und der Yucatán-Mazama bewohnen die Regenwälder Mittelamerikas, ersterer ist bis in Höhen von 2800 m nachgewiesen. Beide galten ursprünglich als Unterarten des Großmazama, besitzen heute aber einen eigenen Artstatus. Der Nördliche Zwergmazama ist genetischen Untersuchungen zufolge möglicherweise nur eine Unterart des Roten Kleinmazama. Der Yucatán-Mazama (Odocoileus pandora (Merriam, 1901)) wurde wegen seiner nahen Verwandtschaft mit dem Maultierhirsch (Odocoileus hemionus) und dem Weißwedelhirsch (Odocoileus virginianus) in die Gattung Odocoileus verschoben.